# Маснев, Алексей Никанорович
Алексей Никанорович Маснев (5 мая 1915, с. Готовье, Воронежская губерния — 10 октября 1979)— командир эскадрильи 13-го истребительного авиационного полка 201-й истребительной авиационной дивизии 2-го смешанного авиационного корпуса 4-й воздушной армии, капитан. Герой Советского Союза.

## Биография
Родился 5 мая 1915 года в селе Готовье (ныне — Красненского района Белгородской области) в семье крестьянина. Русский. Член КПСС с 1943 года. В 1931 году вместе с семьёй переехал в Москву. Окончил 9 классов. Работал слесарем-машинистом на ТЭЦ. В РККА с 1938 года. В том же году окончил Борисоглебскую Краснознамённую военную авиационную школу пилотов имени В. П. Чкалова. Участник советско-финской войны в составе 149-го иап и 68-го иап на самолетах И-16.
Участник Великой Отечественной войны с июня 1941 года в составе 149-го иап. Первый самолет сбит в воздушном бою 22 июня 1941 года в районе аэродрома Черновицы.
Звание Героя Советского Союза с вручением ордена Ленина и медали «Золотая Звезда» Алексею Никаноровичу Масневу присвоено 24 августа 1943 года за 230 боевых вылетов, 10 лично сбитых самолётов противника.
В 1943 году был сбит и ранен, упал в Чёрное море и спасен военными моряками, после госпиталя вернулся в свой полк. Воевал до конца войны. Войну закончил в Праге. Всего совершил 289 боевых вылетов, провел 36 воздушных боёв, сбил 15 самолётов противника лично.
После войны продолжал служить в ВВС. В 1947 году окончил Высшие лётно-тактические КУОС. Командовал авиационной частью. С 1959 года гвардии майор Маснев — в запасе. Награждён 2 орденами Ленина, 3 орденами Красного Знамени (25.03.1943, 14.04.1945, 28.05.1945), медалями.
Умер 10 октября 1979 года. Похоронен в Краснодаре на Славянском кладбище.

## Память
Имя А. Н. Маснева носит Готовская средняя общеобразовательная школа Красненского района Белгородской области.